# Олейник, Владимир Иванович
Владимир Иванович Олейник (3 февраля 1936 — 17 февраля 1999) — советский и российский юрист, судья Конституционного суда Российской Федерации в отставке.

## Биография
Родился 3 февраля 1936 года в посёлке Домбаровский, аул Алабай Оренбургской области. Отец, Иван Григорьевич, всю жизнь проработал шофёром, участник ВОВ. Мать, Мария Климентьевна, в войну работала на угольной шахте.
После окончания средней школы в 1954 году работал радиомастером, художником, заведующим тиром аэроклуба в Орске.
В 1959 году окончил юридический факультет Пермского государственного университета и поехал работать помощником прокурора на север Пермской области в прокуратуру Кизеллага.
С 1963 по 1972 год работал в системе прокуратуры Киргизской ССР. Разрабатывал, конструировал и внедрял в системе прокуратуры Республики электронные средства накопления и обработки информации. В 1972 году награждён медалью за отличную службу по охране общественного порядка. Являлся депутатом райсовета, членом бюро райкома компартии Киргизской ССР.
В апреле 1972 года получил предложение перейти в Генеральную прокуратуру СССР на должность прокурора-криминалиста. Ещё до перевода возглавил расследование громкого дела о хищениях и коррупции в системе Минлегпрома СССР. После этого стал старшим следователем по особо важным делам при Генеральном прокуроре СССР. Участвовал в раскрытии множества тяжких преступлений.
В конце 1989 — начале 1990 года в течение пяти месяцев занимал должность заведующего юридического отдела Советского детского фонда имени Ленина.
В 1990 году избран народным депутатом РСФСР от Останкинского национально-территориального округа N4 Москвы. В первом туре был одним из двух кандидатов, поддержанных блоком «Демократическая Россия», наряду с одним из лидеров Демплатформы в КПСС В. Шостаковским. Радикальная часть «Демроссии» отдавала предпочтение Олейнику, как «человеку из группы Гдляна» перед ректором Московской высшей партийной школы Шостаковским. Олейник победил во втором туре, набрав 65,1 % голосов избирателей и победив художника Илью Глазунова, получившего 26 % голосов.
На I Съезде народных депутатов РСФСР был избран в Верховный Совет РСФСР. Был членом Комитета ВС по законодательству, председателем подкомитета Комитета ВС по свободе совести, вероисповеданий, милосердию и благотворительности. Был членом фракции беспартийных депутатов, Московской депутатской группы, депутатских групп «Российский союз» и «Объединенная парламентская фракция Социал-демократической и Республиканской партий Российской Федерации». При его участии в ВС разработан ряд законопроектов, в том числе о свободе вероисповеданий, о благотворительной деятельности.
Состоял в КПСС до 25 июня 1990 года.
30 октября 1991 года в первом туре голосования избран судьёй Конституционного Суда («за» — 637 голосов, «против» — 249).
С 1992 года был членом Президиума Всероссийского Совета судей.
29 мая 1993 года участвовал во встрече 6 судей с Президентом Ельциным.
1—3 октября 1993 года представлял Конституционный Суд РФ на переговорах в Свято-Даниловом монастыре об урегулировании конфликта между Верховным Советом и Президентом.
14 февраля 1995 года включён в состав второй палаты КС. Был членом Комиссии по бюджету, финансам и управлению.
Умер 17 февраля 1999 года. Похоронен на Троекуровском кладбище.

## Награды
- орден Трудового Красного Знамени «за успешную борьбу и раскрытие особо опасных преступлений».
- Почетный работник Прокуратуры СССР
- медаль «За отличную службу по охране общественного порядка».
- Заслуженный юрист Российской Федерации (1996).